# اوله نوردین
اوله نوردین (انگلیسی: Olle Nordin؛ زادهٔ ۲۳ نوامبر ۱۹۴۹) بازیکن سابق و مربی فوتبال اهل سوئد است.
وی همچنین در تیم ملی فوتبال سوئد بازی کرده‌است.